# Branchamphinome antarctica
Branchamphinome antarctica är en ringmaskart som beskrevs av Hartman 1967. Branchamphinome antarctica ingår i släktet Branchamphinome och familjen Amphinomidae. Inga underarter finns listade i Catalogue of Life.